# Don Drummond
Donald Willis Drummond (* 12. März 1934 in Kingston; † 6. Mai 1969 ebenda) war ein jamaikanischer Ska-Musiker und Mitglied der Urbesetzung der Skatalites.

## Werdegang
Donald „Don“ Drummond wurde am 12. März 1934 als Kind von Uriah Adolphus Drummond und Doris Maud Munroe in Kingston geboren und besuchte dort ab 10. Dezember 1943 die legendäre Alpha Boys School. Nach dem Schulkonzept wurde er Mentor für den sieben Monate jüngeren Rico Rodriguez. Drummond spielte die Posaune wie kaum jemand vor und auch nach seiner Zeit, litt jedoch an einer Form der Schizophrenie. In den 1950er Jahren spielte er Jazz und gehörte zu Eric Deans All-Starband. Seit der Gründung 1964 gehörte er zu den Skatalites, für die er auch als Songwriter tätig war. Die unter anderem von den Skatalites gespielten Stücke und großen Erfolge wie Man in the Street und Eastern Standard Time stammen aus seiner Feder. Don Drummonds steile Karriere endete an Neujahr 1965. Am 2. Januar erstach er seine Geliebte, die Tänzerin Anita „Marguerita“ Mahfood. Er wurde vom Gericht umgehend in die Bellevue-Anstalt eingewiesen, wo er bis zu seinem Tod blieb. Am 6. Mai 1969 starb Don Drummond, mutmaßlich durch Suizid. Auch hier gibt es einige Gerüchte über eine Verschwörung, die bis hin zu Mord reichen. Drummonds Verlust führte zur ersten Auflösung der Skatalites im August 1965.
Drummonds Lebensgeschichte wird in der Graphic Novel Trombone Man: Ska’s Fallen Genius neu nacherzählt.